# 요코테역
요코테역(일본어: 横手駅)은 일본 아키타현 요코테시에 위치한 동일본 여객철도의 철도역이다. 오우 본선 소속 역이며, 기타카미 선의 종착역이기도 하다. 단선 2면 2선 · 섬식 1면 2선의 형태를 합친 3면 4선의 구조를 갖춘 복합 구조의 승강장을 갖춘 지상역이다.

## 타는 곳
| 1 | ■ 기타카미 선 |        | 홋토유다 · 기타카미 방면 |
| 2 | ■ 오우 본선   | (상행) | 유자와 · 신조 방면       |
| 3 | ■ 오우 본선   | (하행) | 오마가리 · 아키타 방면   |
| 4 | ■             |        | (일부 열차만 사용)       |

## 이용 현황
| 승차 인원 추이 | 승차 인원 추이 |
| 연도           | 1일 평균       |
| -------------- | -------------- |
| 2000           | 1,878          |
| 2001           | 1,855          |
| 2002           | 1,803          |
| 2003           | 1,715          |
| 2004           | 1,680          |
| 2005           | 1,588          |
| 2006           | 1,535          |
| 2007           | 1,494          |
| 2008           | 1,487          |
| 2009           | 1,467          |
| 2010           | 1,427          |
| 2011           | 1,394          |
| 2012           | 1,374          |

## 요코테 오프레일 스테이션
요코테 오프레일 스테이션은 여객역사 남쪽에 있는 일본화물철도 요코테 역에 속하는 컨테이너 집배기지이다. 12ft의 컨테이너 화물을 취급하고 있어, 화물열차 대체의 트렁크 편이 아키타 화물역과의 사이로 1일 2회 왕복 운행되고 있다.
당 역은 예전에 화물 열차가 발착하고 있었지만, 1996년에 트렁크 대행 운송으로 전환되어 자동차 대행역이었다. 그 후, 2006년의 명칭 정리때에, 오프레일 스테이션으로 되었다.
예전에, 기타카미 선 경유로 아키타 화물역과 센다이 화물 터미널을 연결하는 정기화물열차가 심야에 1회 왕복정도 이 역으로 정차했지만, 화물의 적재가 없는 운전정차였다.

## 역 주변
- 요코테 시청
- 아키타 은행 · 호쿠토 은행 요코테에키마에 지점
- 기타니혼 은행 · 아키타 신용금고 · 우고 신용금고 요코테 지점
- 요코테 시민시장
- 히라카 종합병원

## 인접 역
| 동일본 여객철도 오우 본선   | 동일본 여객철도 오우 본선 | 동일본 여객철도 오우 본선 |
| --------------------------- | ------------------------- | ------------------------- |
| 주몬지 유자와 방면          | □ 쾌속                    | 오마가리 아키타 방면      |
| 야나기타 신조 방면          | ■ 보통                    | 고산넨 아키타 방면        |
| 동일본 여객철도 기타카미 선 |                           |                           |
| 야비쓰 기타카미 방면        | ■ 기타카미 선             | 시·종착역                 |